# Anette Olzon
Anette Olzon, pseudonimo di Anette Ingegerd Olsson (Katrineholm, 21 giugno 1971), è una cantante svedese.

## Biografia
Nata il 21 giugno 1971 a Katrineholm, Anette Olsson (in arte Anette Olzon), figlia di musicisti, comincia fin dalla tenera età a dedicarsi alla musica. Già a 13 anni comincia a partecipare a vari talent show e suona l'oboe per 8 anni. Durante l'adolescenza canta in diverse cover band, cimentandosi in differenti generi musicali; approfondisce successivamente lo studio del canto nel conservatorio di Copenaghen.
La sua prima band si chiamava Take Cover ed era composta da ragazzi diciassettenni, più grandi di lei. Successivamente viene reclutata da Niclas Olsson e compagni nella band Alyson Avenue, con la quale registrerà gli album Presence of mind (2000) e Omega (2004). Nonostante attualmente non sia più membro effettivo del gruppo, i suoi rapporti con questa band non si sono interrotti: hanno trovato un'altra cantante, Arabella Vitanc, e Anette ha registrato dei cori per alcune canzoni del loro album Changes uscito nel 2011.
A 21 anni ottiene la parte nel musical rock Gränsland e successivamente entra nella Balettakademien di Göteborg. Nel frattempo si diletta come corista, partecipa a collaborazioni e canta a vari matrimoni. Nel 2006, Anette collabora con l'ex cantante dei Jaded Heart, Michael Bormann, e insieme registrano Two of a kind, contenuta nell'album Conspiracy di Bormann. Anette ha conosciuto i Nightwish poco prima dell'allontanamento della prima cantante Tarja Turunen. Nel momento in cui si è saputo che cercavano una nuova cantante, prepara con l'aiuto dell'amico Niclas Olsson un demo, contenente Ever dream, Wish I had an angel, Nemo,Higher than hope e Kuolema tekee taiteilijan.
Il 24 maggio 2007 viene confermata e rivelata nuova voce del gruppo finlandese Nightwish, dopo essere stata scelta tra più di mille candidate. Con loro ha inciso gli album Dark Passion Play (2007) e Imaginaerum (2012) e per quest'ultimo ha recitato nell'omonimo film. Il 1º ottobre 2012 viene annunciata la separazione dai Nightwish. Il 30 novembre successivo Anette partecipa alla cerimonia d'inaugurazione dell'Arena di Helsingborg, dove presenta due canzoni inedite, Like a show inside my head e Watching me from afar.
Lo stesso giorno esce l'album d'esordio dei Sapphire Eyes, progetto nato dall'idea di Niclas Olsson, per il quale Anette collabora per due canzoni. Anette ha tre figli, Seth (avuto da un matrimonio dal quale ha divorziato), Nemo, avuto dall'attuale relazione con Johan Husgafvel, chitarrista dei Pain (che ha poi sposato nel 2013), nato poco prima che iniziassero le registrazioni di Imaginaerum e Mio, nato nel 2013.

## I Nightwish
Anette partecipa alle selezioni come nuova cantante del gruppo metal sinfonico finlandese Nightwish per sostituire l'uscente Tarja Turunen e viene scelta. Il suo nome ed il suo volto, rimasti top-secret durante le session di registrazione del sesto album dei Nightwish, vengono rivelati il 24 maggio 2007, poco prima dell'uscita del singolo Eva.

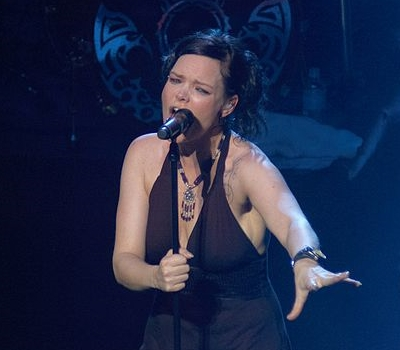

Il 6 ottobre 2007 è iniziato a Tel Aviv il tour mondiale dei Nightwish Dark Passion Play Tour, che è terminato il 19 settembre 2009 all'Hartwall Arena di Helsinki.

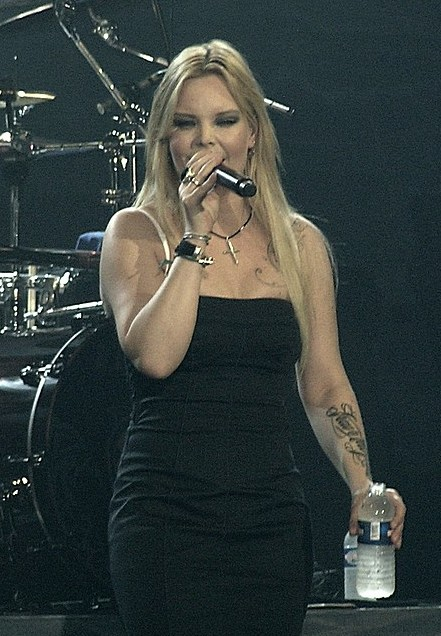

 Nel 2011 esce il secondo lavoro di Anette Olzon con i Nightwish, intitolato Imaginaerum.
Il 1º ottobre 2012 la band ha annunciato attraverso un comunicato stampa la separazione di Anette, che verrà sostituita durante il tour di supporto dell'album dall'ex cantante degli After Forever e ReVamp Floor Jansen.

## Carriera solista
In seguito all'addio ai Nightwish, Anette inizia a scrivere e registrare materiale per un album solista.
Il 28 novembre 2013 viene annunciato che l'album di debutto si chiamerà Shine e sarà prodotto da Stefan Örn e Johan Glössner, co-prodotto dalla stessa Anette e Johan Kronlund e sarà pubblicato dalla earMusic. Riguardo ai temi, la Olzon ha dichiarato: "Il messaggio generale dell'album è che la vita può essere davvero oscura e piena di difficoltà e tristezza, ma si può sempre scegliere di vedere il lato positivo delle cose, in modo da renderti forte e pieno di vita, farti RISPLENDERE... indipendentemente da tutto."
Anette ha descritto il genere dell'album come "pop rock forse, oppure lo chiamerete pop metal?".
La prima canzone di Shine, "Falling", è stata distribuita come download digitale il 17 dicembre 2013 insieme al lyric video su YouTube. Un teaser del primo singolo dell'album, "Lies", è stato postato sulla pagina Facebook ufficiale di Anette il 7 febbraio 2014; il 14 dello stesso mese è stato messo sul mercato il singolo accompagnato da un video musicale. Il 28 marzo 2014 esce l'album intitolato Shine. L'ultimo brano pubblicato come singolo è la title track "Shine", accompagnata da un video autoprodotto dalla stessa Olzon.
Il 19 gennaio 2016, Anette pubblica un EP digitale contenente due brani, il primo in lingua svedese dal titolo "Vintersjäl" ("Anima d'inverno") e l'altro in lingua inglese "Cold Outside".
Il secondo album solista “Strong” esce nel 2021, scritto e prodotto con Magnuss Karlsson, viene anticipato dal singolo “Parasite”. Dal disco saranno estratti altri due singoli: “Sick Of You” e “Fantastic Fanatic”.
Il terzo album in studio “Rapture” esce nel 2024, anticipato dai singoli “Heed The Call”, “Rapture” e “Day Of Wrath”. L'album, nuovamente scritto e prodotto in collaborazione con Magnuss Karlsson, esce sotto etichetta Frontiers Records. 

## Collaborazioni e altri progetti
Anette ha preso parte a diversi progetti musicali, collaborando con diverse band sia in studio che dal vivo, inclusi i Brother Firetribe, del suo chitarrista nei Nightwish Emppu Vuorinen, nel brano "Heart Full Of Fire", tratta dall'album omonimo del 2008. Questo brano è stato eseguito dal vivo e la performance è inclusa nel dvd della band "Live at the Apollo". Altre collaborazioni importanti sono con i The Rasmus nel singolo "October & April", i Pain nei brani "Follow Me" e "Feed Us" dall'album Cynic Paradise del 2008 e Black Mount Rise nella canzone "Apart & Astray" del 2015.
Il 13 agosto 2009, Anette esegue due brani dei Nightwish, "Kuolema Tekee Taiteilijan" e "Meadows of Heaven", accompagnata dalla Swedish Radio Symphony Orchestra, in occasione del Suomi Safari, un evento che celebra i rapporti tra Svezia e Finlandia.
Nel 2015 Anette partecipa alla seconda stagione della trasmissione finlandese "Tähdet, Tähdet", dove i concorrenti devono re-interpretare brani di vari generi e alla fine della puntata un concorrente viene eliminato in base al televoto. Anette è stata l'unica artista straniera nella competizione, riuscendo comunque a cantare un brano parzialmente in finnico. È stata eliminata durante la quinta settimana dello spettacolo.
Il 29 agosto 2017 viene annunciata la collaborazione tra Anette e l'ex chitarrista dei Sonata Arctica Jani Liimatainen per un progetto che prende il nome di The Dark Element. L'album omonimo viene pubblicato il 10 novembre 2017, seguito dal secondo album “Songs The Night Sings” nel 2019.

Nel 2020 e nel 2022 pubblica due album in collaborazione con Russell Allen, vocalist dei Symphony X, con il nome di Allen/Olzon: Worlds Apart e Army Of Dreamers. 

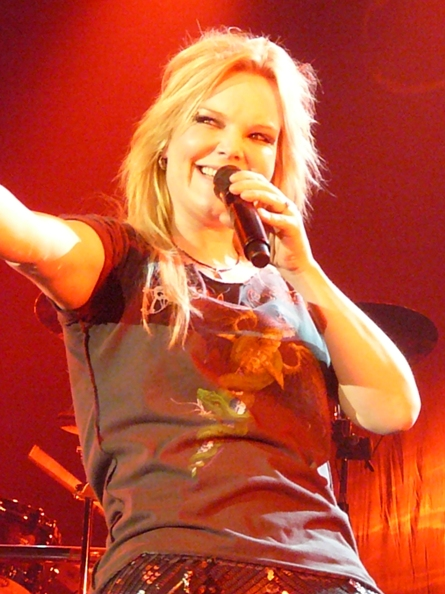
Anette in concerto.

## Discografia

### Con gli Alyson Avenue
- 2000 - Presence of Mind
- 2000 - Omega

### Con i Nightwish
Album in studio
- 2007 - Dark Passion Play
- 2009 - Made in Hong Kong (And in Various Other Places)
- 2011 - Imaginaerum

Singoli
- 2007 - Eva
- 2007 - Amaranth
- 2008 - Bye Bye Beautiful
- 2008 - The Islander
- 2011 - Storytime
- 2011 - The Crow, the Owl and the Dove

### Da solista
Album in studio
- 2014 - Shine
- 2021 - Strong
- 2024 -  Rapture

EP
- 2016 - Vintersjäl / Cold Outside

Singoli
- 2013 - Falling
- 2014 - Lies
- 2021 - Parasite
- 2021 - Sick Of You
- 2021 - Fantastic Fanatic
- 2024 - Rapture
- 2024 - Heed The Call
- 2024 - Day Of Wrath
- 2024 - Hear My Song

### Con i The Dark Element
- 2017 - The Dark Element
- 2019 - Songs The Night Sings

### Allen/Olzon
- 2020 - Worlds Apart
- 2022 - Army Of Dreamers

### Altre Collaborazioni
- Michael Bormann - Two Of A Kind
- Brother Firetribe - Heart Full of Fire
- Cloudscape - Will We Remain
- Pain - Follow Me
- The Rasmus - October & April
- Sweden United - Open Your Eyes (per una campagna contro il bullismo)
- Swallow the Sun - Cathedral Walls
- Black Mount Rise - Apart & Astray
- Secret Sphere - Lie to Me
- Sapphire Eyes - I Won't Leave With A Lie